# Frankie Knuckles
Frankie Knuckles (New York, 18 januari 1955 – Chicago, 31 maart 2014) was een Amerikaanse house-dj en -producer. Hij speelde een niet te onderschatten rol in het ontstaan van housemuziek. De naam house zelf is afkomstig van de Warehouse, waar hij sinds de opstart in 1977 verantwoordelijk was voor de muziek. In de jaren negentig maakte Frankie Knuckles ook faam als remixer.

## Vroege jaren
Frankie Knuckles (echte naam Francis Nicholls) werd geboren in New York in The Bronx. Hij studeerde mode en textiel. Hij ging echter aan de slag als dj samen met zijn jeugdvriend Larry Levan. Het waren toen de hoogtijdagen van de disco. In 1977 verhuisde Frankie naar Chicago. Toen in 1977 in Chicago de club Warehouse opende, werd Frankie Knuckles als dj gevraagd. Toen Frankie Knuckles begon in de Warehouse bestond house als muziek nog niet. Hij speelde disco, maar vooral ook Europese Hi-NRG- en italodiscoplaten, die gekenmerkt worden door synthesizers en elektronische drums.

## Ontstaan van de housemuziek
Rond 1980 raakte de discoscene in een grote crisis. Vanwege een grote anti-discocampagne besloten platenmaatschappijen geen nieuwe platen meer uit te brengen. Hoewel Frankie als dj de disco trouw bleef, ontstond er een probleem doordat er geen nieuwe muziek meer beschikbaar was. Daarom ging hij zelf aan de slag door bestaande discoplaten met mixtechnieken zodanig te manipuleren dat er nieuwe muziek ontstond. Hij kocht ook een synthesizer, waarmee hij nog meer variatie kon aanbrengen in de muziek. Het nieuwe geluid werd al snel populair en meer dj's begonnen deze nieuwe muziek te brengen. De "Warehouse"-muziek werd al snel verbasterd naar housemuziek. In 1982 verliet Knuckles de club om zijn eigen club op te richten. Hij werd vervangen door Ron Hardy. De nieuwe club, genaamd The Power plant, bleef tot 1987 open.

## Producer
Met het ontstaan van de nieuwe muziekstijl kwam er al snel vraag naar platen. In 1984 maakte Frankie de eerste versie van het nummer Your love samen met zanger Jamie Principle. Het nummer werd in 1986 op grotere schaal uitgebracht en werd een van de klassiekers van de vroegste periode van de housemuziek. Hierna verschenen platen als Let the music use u (The Nightwriters) (1987) en Baby wants to ride (1988). Samen met Robert Owens en de Japanse pionier Satoshi Tomiie nam hij in 1989 ook de deephouseklassieker Tears op. Ook begon hij met remixen van platen. In 1988 was Ain't nobody van Chaka Khan zijn eerste grote opdracht.

## Terug naar New York
In de late jaren tachtig bloedde de housescene van Chicago dood. Frankie verhuisde daarom terug naar zijn geboorteplaats, die zich ontwikkelde tot de nieuwe househoofdstad van de Verenigde staten. In New York begon hij intensief samen te werken met David Morales. Samen begonnen ze met het collectief Def mix productions, dat remixes van vele pop- en danceplaten zou gaan afleveren. In Japan ontdekt hij Satoshi Tomiie, die hij naar New York haalt, om door het collectief te werken. Solo maakte hij ook vele remixen voor artiesten als Michael Jackson, Whitney Houston en Diana Ross. In 1997 was Knuckles een van de remixers die op het album Blood On The Dance Floor: HIStory in the mix van Michael Jackson aanwezig waren. Hij maakt een danceversie van het nummer You are not alone. In 1998 was hij de eerste die een Grammy award in ontvangst mocht nemen voor de beste remix. Ook maakte hij in de jaren negentig twee albums. Van het album Beyond the mix (1991) was de hit The Whistle song afkomstig. Deze werd aanvankelijk geschreven door Eric Kupper, die onderdeel van zijn team was. In 1995 verscheen Welcome to the Real World. Hierop werkte hij samen met zangeres Adeva.

## Latere jaren
In de latere jaren deed Knuckles het rustiger aan. Hij bleef actief als dj, maar muziek verscheen slechts sporadisch. In 2004 verscheen nog wel het album A New Reality. In 2008 maakte hij voor het nummer Blind van Hercules and Love Affair voor het eerst sinds jaren een remix. Zijn bijdrage aan de housemuziek kreeg de nodige verering. Zo werd hij in 2005 toegevoegd aan de Dance Hall of Fame. Ook werd 25 augustus in Chicago Frankie Knuckles day en werd de straat waar de Warehouse-club stond naar hem vernoemd. Dit gebeurde mede door de inspanningen van Barack Obama, die op dat moment nog senator was namens Illinois.

## Overlijden
Gedurende zijn loopbaan kreeg Frankie Knuckles te kampen met ernstige gezondheidsproblemen. Hij kreeg diabetes. Een ongeval bij wintersport zorgde er in combinatie met zijn ziekte voor dat er in 2008 een voet moest worden afgezet. Op 31 maart 2014 verscheen het bericht dat Frankie Knuckles was overleden aan de gevolgen van zijn diabetes.

## Trivia
- De jonge fan Derrick May, kocht van Frankie zijn eerste synthesizer. Later zou Derrick May nog een grote rol spelen in de ontwikkeling van techno.
- Het nummer Your love werd in 1989 bewerkt in een mash-up met het nummer You've got the love van Candi Staton door DJ Eren. Deze mash-up verschijnt nog geregeld op compilaties.

## Discografie

### Singles
- Your love (ft. Jamie Principle) 1984
- You can't hide 1986
- Ultimate production 1987
- The Nightwriters - Let the music use u 1987
- Only The Strong Survive 1987
- It's A Cold World 1987
- Baby wants to ride (ft. Jamie Principle) 1987
- Tears (ft. Robert Owens en Satoshi Tomiie) 1989
- The Whistle Song 1991
- Rain falls 1991
- Workout (ft. Roberta Gilliam) 1991
- Whadda U Want (From Me) 1995
- Too many fish (ft. Adeva 1995
- Passion & Pain 1995
- Love Can Change It / Walkin' 1995
- Waiting On My Angel 2000
- Keep On Movin 2001
- Bac N Da Day 2004
- Matter Of Time (ft. Nicki Richards) 2004

### Albums
- Beyond the mix 1991
- Welcome to the Real World 1995
- A new reality 2004

- Bibliothèque nationale de France: cb13978481f (data)
- Gemeinsame Normdatei: 134951387
- International Standard Name Identifier: 0000 0000 7839 9008
- Library of Congress Control Number: n92002910
- MusicBrainz: b7a98e65-7ce4-4fab-8cf3-6b3ccda6115a
- Nationale Bibliotheek van Tsjechië: xx0113321
- Nederlandse Thesaurus van Auteursnamen: 387226184
- Virtual International Authority File: 120113923
- WorldCat: E39PBJk4GPx3qM4TfXkxGKBVmd